# 유건 (2003년)
유건(본명:유승용, 2003년 5월 26일 ~ )은 대한민국의 배우였다. 현재에는 보이 그룹 휘브 멤버이다.

## 출연작

### 드라마
- 《징비록》 (KBS1, 2015년) - 신성군 역
- 《칠전팔기 구해라》 (Mnet, 2015년) - 어린 강세종 역
- 《피노키오》 (SBS, 2014년) - 목발을 짚고 있는 어린 학생 역
- 《야경꾼 일지》 (MBC, 2014년) - 어린 강무석 역
- 《일편단심 민들레》 (KBS2, 2014년) - 어린 신태오 역
- 《시월의 어느 멋진 날에》 (SBS, 2014) - 강동건 역

### 영화
- 《나를 잊지 말아요》 (2016년 개봉, 2015년 촬영) - 어린 석원 역
- 《순수의 시대》 (2015년) - 도둑소년 역
- 《군도: 민란의 시대》 (2014년) - 우는 아이 역
- 《신촌좀비만화 - 피크닉》 (2014년) - 영찬 역
- 《노브레싱》 (2013년) - 어린 조원일 역